# ザ・ゲーム (ゲーム)
ザ・ゲーム（英語: The Game）は、心理戦ゲームの一つで、ゲームの唯一の目的は「ザ・ゲーム」の存在自体について考えないようにすることである。プレイヤーはザ・ゲームに気付くたびに、負け宣言をしなければならない。
ザ・ゲームにはいくつかのバージョンがあるが、ほとんどのバージョンでは勝つことが不可能である。バージョンによって、全世界の人々をプレイヤーとするバリエーションと、ザ・ゲームを知った人々のみをプレイヤーとするバリエーションが存在する。多くの場合プレイ時間については限定されていない。なお、他人にザ・ゲームをわざと知らせて負けた人数を増加させるという戦術もある。
ザ・ゲームの起源はまだ明らかにされていないが、皮肉過程理論を具象化したゲームは1840年、レフ・トルストイによって考案されたことが分かった。ザ・ゲームはすでに世界中のメディアから注目を受けており、このゲームに敗北した人は数百万人に上ったと予測される。

## 遊び方
バージョンにかかわらず、ザ・ゲームには3つの基本ルールがある。
1. 全世界の人々はザ・ゲームのプレイヤーであり（「ザ・ゲームを知った人」のみをプレイヤーと限定するバージョンもある）、プレイ時間は無制限である。ザ・ゲームをプレイするにはプレイヤーの同意も必要でなく、プレイヤーが不参加あるいは途中で脱退することもできない。
2. ザ・ゲームについて考えた人は負ける。
3. 負けたら負け宣言をしなければならない。ただし、宣言方法について規定していない。例えば、「ザ・ゲームに負けたばかりだ」と大声で叫ぶことも、Facebookなどで「ザ・ゲームに負けた」とつぶやくことも負け宣言に当たる。一部のプレイヤーが看板などのシグナルや表現でほかの人々にわざとザ・ゲームを知らせる（他人を負かす）こともある。

「ザ・ゲームについて考える」ということの範囲はまだ明らかに限定されていない。例えば誰かが「ザ・ゲーム」について議論している場合、本人や聞き手が負けたことに気付かなかったら、負けとして数える場合も数えない場合もある。あるいは誰かがルールを知る前に「ザ・ゲームって何？」と聞く場合、負けたか否かは相手の解釈によって左右される。一部の解釈において他人が負け宣言をしたことは自らの負けにならないとされるが、ルール2に厳格に従えばあらゆる原因でザ・ゲームに気付くとその場で負けることになる。また、いくつのバリエーションでプレイヤーが負け宣言をした、あるいはザ・ゲームに気付いた後、3秒から30分間の「忘れ猶予期間」があり、期間中に当のプレイヤーは再び負けることができない。

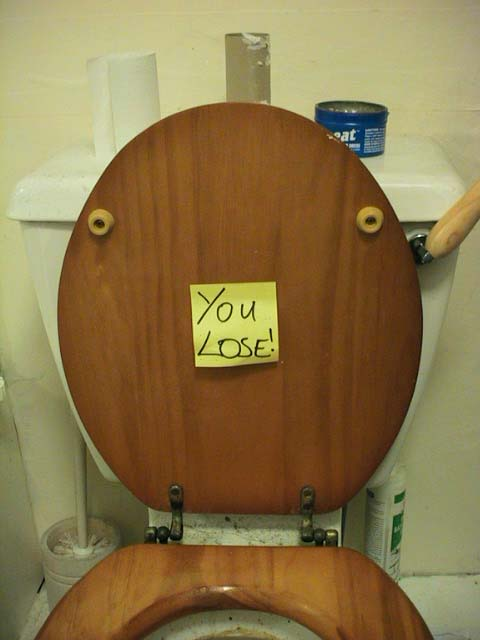
便器の蓋の裏側など隠れた所に「負けた！」のメモを残すのは他人を負かすための常套手段である。

一般的なルールではザ・ゲームの終了時間が決まっていないが、一部のプレイヤーはイギリスの首相がテレビで「ザ・ゲームは上がった」と公表する時点がザ・ゲームの終了時間であると言った。
ほとんどのバリエーションにおいてプレイヤーが勝つことは不可能である。ただし、ザ・ゲームについて考えていない間にプレイヤーは「勝っている」という解釈も存在する。コミックサイトxkcdには「貴方はさっきザ・ゲームに勝った。いいでしょう！貴方は自由になった！」と皮肉る一コマもある。また、あるプレイヤーがザ・ゲームのことを完全に忘れ去ったら、当のプレイヤーは「勝った」という解釈もある。

### 戦略
ザ・ゲームのほとんどの戦略は他のプレイヤーを負かすことに焦点を当てている。一般的な方法として、「ザ・ゲーム」を大声で叫ぶことや、隠れた場所にメモを残したり公共の場所や紙幣などで落書きしたりすることが挙げられる。数人が結託し、長時間をかけて標的となったプレイヤーが思いがけずに負けることを目指す悪戯の計画を練ったこともある。また、このような悪戯づくりに工夫を凝らして楽しむプレイヤーもいる。
他にはTシャツ、ボタン、マグカップ、ポスター、バンパーステッカーなどの商品を利用し、ザ・ゲームを宣伝する戦略もある。Facebook・Twitter・deviantARTなどのソーシャルメディアウェブサイトを介し、ザ・ゲームは世界中に急速に広がっていた。イギリスでは「ザ・ゲームに関する法律の早期通過を目指す請願」が一部のプレイヤーによって立てられた。いくつの国では元首へ宛てられたメッセージに、彼らが公的な場所もしくはテレビでザ・ゲームを言及するように求めた。例えば、2010年当時のオーストラリア首相であったケビン・ラッド宛ての電子メールではそのようなことを求めたが、ラッドは返信で「残念ながら、私の職務上の時間制限により多くのリクエスト、例えばテレビでザ・ゲームに参加するなど、に応じることはできません。」と書いた。

## 起源
ザ・ゲームの起源については諸説がある。例えば2008年のある新聞記事で、ジャスティン・ウェッチレック（Justine Wettschreck）はザ・ゲームは恐らく1990年代初頭のオーストラリアあるいはイギリスで発祥したものであると主張した。一説では、ザ・ゲームは1996年のロンドンで生み出されたものである。2人のイギリス人エンジニア、デニス・ベグリー（Dennis Begley）とゲビン・マクドウォール（Gavin McDowall）が終電を逃したから、駅のホームで夜を過ごす羽目になったが、彼らはその状況を思い出すのを避けようとして、最初にそれを気付いた者は負け宣言をしなければならないというゲームを考案した。他にもザ・ゲームは1996年のロンドンで、ジェイミー・ミッラー（Jamie Miller）が人を嫌がらせるために発明したものであるという説がある。
また、ザ・ゲームは1977年、ケンブリッジ大学サイエンス・フィクション協会のメンバーたちにより、「ゲーム理論に全く合致しない」ゲームとして作り出されたものである可能性もある。2002年8月、ポール・テイラー（Paul Taylor）はザ・ゲームとの類似性が高いゲームを自分のブログで紹介した。テイラーによると、このゲームは約6ヶ月前ネットで探し出したものであった。これはザ・ゲームが初めてネット上に登場したことである。
いずれにしても、ザ・ゲームは人づてやFacebook・TwitterなどのSNSサイトによって、世界中に広がっていた。

## 心理学的解釈
ザ・ゲームは「何かを考えないように努力すればするほど、かえってそのことが頭から離れなくなる」という皮肉過程理論（Ironic Process Theory）、いわゆる「白熊効果」の一例である。この理論を込めた発想は古くからあるものであり、例えば1840年、レフ・トルストイは兄たちと「白熊ゲーム」を考案し遊んだことが分かる。そのテーマとは「部屋の隅に立って、白熊を考えない」というものである。フョードル・ドストエフスキーは1863年のエッセイ「冬に記す夏の印象」でも同じゲームについて言及した。
コーリー・アンティール（Cory Antiel）による心理学研究グループは12人の被験者に対し、4週間かけてザ・ゲームに負けるたびに時間と原因を記録するように指示した。しかし、この研究自体は57%の負けを引き起こした。アンティールはこれがツァイガルニク効果に帰因すると主張した。被験者の記録を見ると、負け回数は人によって大きく異なっている。一般的な負ける理由としては「メモ取りに思い出した」、「時計を見ると思い出した」や「同じくザ・ゲームに参加する者を見たり思い付いたりした」が挙げられる。最終的に「プライミング効果と鋭敏化は負けに大きな影響を及ぼすが、馴化と負けとの間に強い相関関係は見つからない」という結論が出された。

## 受容

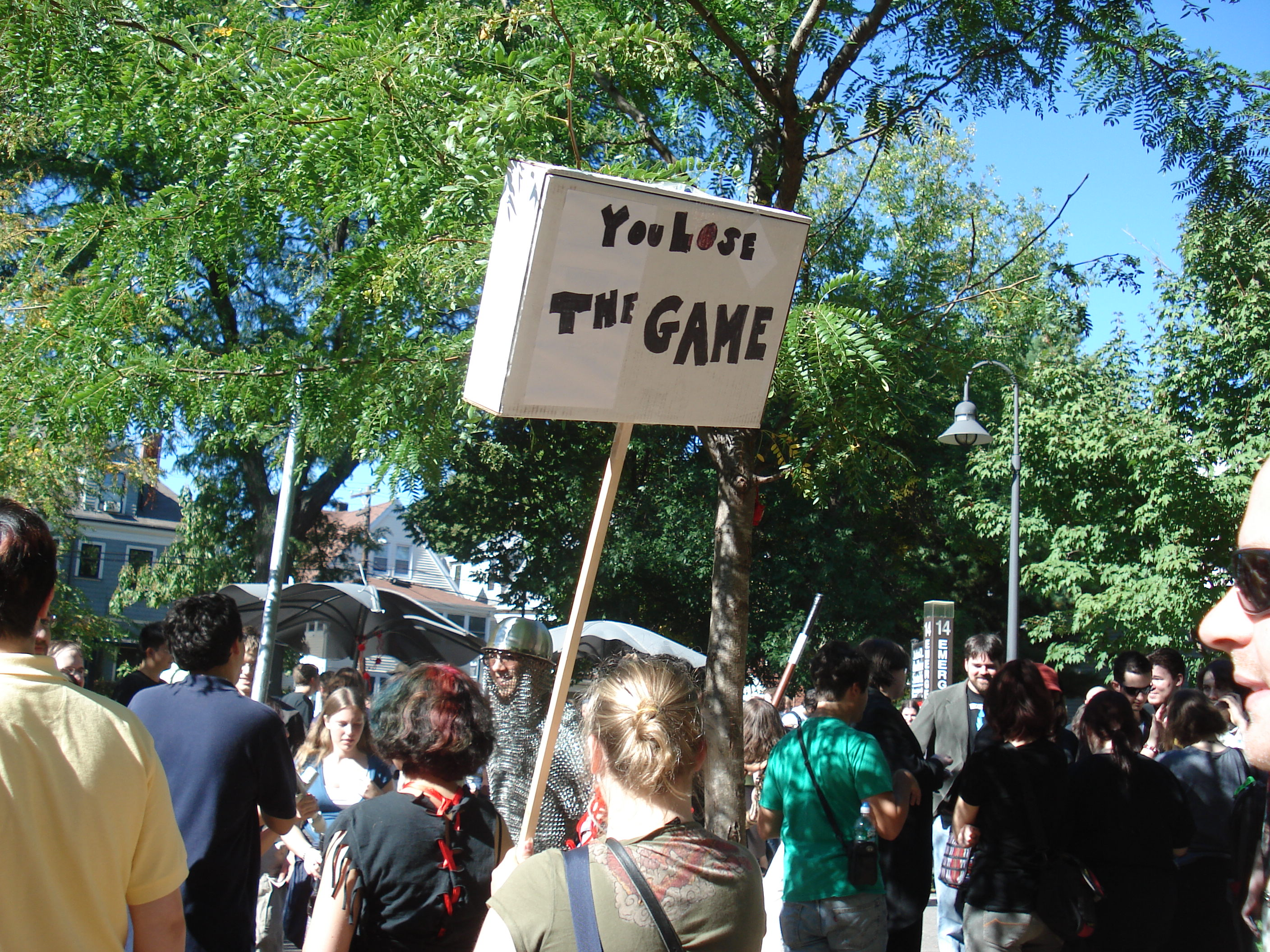
プレイヤーが「あなたはザ・ゲームに負けた」といった看板を持つ

ザ・ゲームに対する評価は両極化している。ザ・ゲームは挑戦的で楽しいゲームであると思う人もいれば、無意味で幼稚で腹立たしいミームで「マインド・ウイルス」であると酷評する人もいる。一部の学校やネットフォーラム、例えばSAフォーラムやゲームスパイにおいては、ザ・ゲームが禁止されている。
「メトロ」 (Metro) 、「ラットランド・ヘラルド」 (Rutland Herald) 、「ザ・カナディアン・プレス」 (The Canadian Press) 、「デ・ペルス」 (De Pers) などの新聞は、ザ・ゲームに関する記事を掲載した。ウィキニュースもLoseTheGame.comの所有者にインタビューしたことがある。SMBC、xkcdやReal Lifeなどのウェブコミックにもザ・ゲームを描いた作品がある。
何人かの有名人もザ・ゲームを知っている。例えば俳優のサイモン・ペグはザ・ゲームについてツイートしたことがある。
他にもデマやハッキング行為を通じて人々にザ・ゲームを知らせることがある。2009年の「タイム100」の選考リストはハッカーグループ「アノニマス」によって改竄され、上位21人の名前の頭文字が折句で「marblecake also the game」を成した。
ザ・ゲームを知る人数はまだ明らかにされていないが、既に数百万に上ったと推定される。そのうちおおよそ100万人が「メトロ」の記事で負け、100万人が「ケラング・ラジオ」の番組で負け、50万人がxkcdのコミックで負けたと言われる。2008年、ザ・ゲームに関するFacebookグループのうち、最大のものにはすでに20万人以上のメンバーがいた。

## 参考資料
1. ↑  Boyle, Andy (2007年3月19日). “Mind game enlivens students across U.S.”. The Daily Nebraskan.  オリジナルの2008年5月18日時点におけるアーカイブ。 2015年3月21日閲覧。
2. 1 2 3 4  Rooseboom, Sanne (2008年12月15日). “Nederland gaat nu ook verliezen”. De Pers.  オリジナルの2008年12月15日時点におけるアーカイブ。 2015年3月21日閲覧。
3. 1 2  “The three rules of the game”. Metro. (2008年12月5日).  オリジナルの2011年8月12日時点におけるアーカイブ。 2015年3月21日閲覧。
4. ↑  “Don't think about the game”. Rutland Herald. (2007年10月3日) 2015年3月21日閲覧。 {{cite news}}: 不明な引数|subscription=は無視されます。（もしかして：|url-access=） (説明)⚠
5. 1 2 3 4  Montgomery, Shannon (2008年1月17日). “Teens around the world are playing 'the game'”. The Canadian Press 2015年3月21日閲覧。
6. 1 2 3 4  Kaniewski, Katie (2009年3月1日). “You just lost the Game”. Los Angeles Loyolan 2015年3月21日閲覧。
7. 1 2 3  “Anti-Mindvirus”. 2015年3月21日閲覧。
8. 1 2  “Cory Antiel The Game Study” (2007年12月19日). 2015年3月21日閲覧。
9. 1 2 3  “If you read this you've lost the game”. Metro. (2008年12月5日) 2015年3月21日閲覧。
10. 1 2 3  Fussell, James (2009年7月21日). “'The Game' is a fad that will get you every time”. The Kansas City Star. 2009年7月24日時点のオリジナルよりアーカイブ。2015年3月21日閲覧。
11. ↑  “Petition: Abide by the rules of "The Game"”. 2015年3月21日閲覧。
12. ↑  “Kevin Rudd email”. 2015年3月21日閲覧。
13. ↑  Wettschreck, Justine (2008年5月31日). “Playing 'The Game' with the other kids”.   Daily Globe. 2015年3月21日閲覧。
14. ↑  “The Game (I lost!).” (2002年8月10日). 2008年6月14日時点のオリジナルよりアーカイブ。2015年3月21日閲覧。
15. ↑  Tolstoy, Leo (2008). Leo Tolstoy, His Life and Work. p. 52. ISBN 1408676974.  オリジナルの2014-07-06時点におけるアーカイブ。 2015年3月21日閲覧。
16. ↑  Dostoyevsky, Fyodor (1863). Winter Notes on Summer Impressions. Vremya. p. 49
17. ↑  “Wikinews loses The Game”. Wikinews (2008年6月7日). 2014年7月6日閲覧。
18. ↑  “SMBC 2227” (2011年4月26日). 2015年3月21日閲覧。
19. ↑  “RealLife Comics” (2007年9月24日). 2013年3月8日時点のオリジナルよりアーカイブ。2015年3月21日閲覧。
20. ↑  “Simon Pegg”.  Twitter (2011年2月15日). 2015年3月21日閲覧。 “Stop talking about the game you fucking douchebags! I just lost again. Thanks a bunch! ;-)”
21. ↑  Schonfeld, Erick (2009年4月27日). “Time Magazine Throws Up Its Hands As It Gets Pwned By 4Chan”.  TechCrunch. 2015年3月21日閲覧。
22. ↑  “Marble Cake and moot”. ABC News (2009年4月30日). 2015年3月21日閲覧。